# Mada'in Salih
Mada'in Salih (in arabo مدائن صالح‎?, Madāʾin Ṣāliḥ "Le città di Ṣāliḥ"), chiamata anche al-Ḥijr ("luogo roccioso"), è un'antica città situata nell'Hijaz settentrionale (nell'attuale Arabia Saudita), a circa 22 km dalla città di al-ʿUlā (in arabo العلا‎?).

## Storia
In tempi antichi la città era abitata da Thamudeni e Nabatei, ed era conosciuta con il nome di Hegra. Fu occupata da legionari romani durante l'espansione di Traiano nel Vicino Oriente, nel secondo secolo d.C.
Alcune delle iscrizioni rinvenute in questo luogo sono state datate al I millennio a.C. Tutti gli altri elementi architetturali risalgono invece al periodo dei Thamudeni e dei Nabatei, tra il II secolo a.C. ed i II secolo d.C..
(Charles Montagu Doughty)
Recentemente sono state scoperte evidenze dell'occupazione romana ai tempi di Traiano e forse di Adriano: l'area montuosa di Hijaz nell'Arabia nordoccidentale probabilmente era parzialmente fertile e fece parte della provincia romana dell'Arabia Petrea con capitale Petra.
Nel 2008, l'UNESCO ha iscritto Madāʾin Ṣāliḥ tra i patrimoni dell'umanità, rendendolo il primo patrimonio riconosciuto dell'Arabia Saudita.

## Madāʾin Ṣāliḥ nel Corano
All'interno della società araba, Madāʾin Ṣāliḥ è considerata un luogo maledetto, a causa del fatto che viene citato nella sura XV del Corano, intitolata al-Hijr.
| Sura                             | Lingua originale                                | Traduzione in italiano                             |
| -------------------------------- | ----------------------------------------------- | -------------------------------------------------- |
| 15:80                            | Wa laqad kadhdhaba aṣḥābu al-Ḥijri al-mursalīna | E anche quelli di al-Ḥiǧr han smentito gli Inviati |
| 15:81                            | Wa ataynāhum ayātinā fa-kanū ʿanhā muʿriḍīna    | e portammo i Nostri Segni e non li hanno guardati  |
| 15:82                            | Wa kānū yanḥitūna min al-jibāli buyūtan aminīna | e case si scavan nei monti, sicuri                 |
| 15:83                            | Fa-akhadhathumu al-ṣayḥatu muṣbiḥīna            | ma li sorprese il Grido, allo spuntar dell'aurora! |
| 15:84                            | Fa-mā aghnā ʿanhum mā kānū yaksibūna            | E non servirono l'opere loro, a nulla.             |
| traduzione di Alessandro Bausani |                                                 |                                                    |

A causa di questi versetti, molti sauditi sconsigliano in buona fede, a musulmani e non, di intraprendere pellegrinaggi verso questo luogo, nonostante lo stesso governo cerchi di incoraggiarne il turismo.

## Turismo
Madāʾin Ṣāliḥ è oggi uno dei piccoli gioielli turistici sauditi. Viene considerata seconda solo alla famosa Petra (Giordania) per le sue rovine nabatee. Secondo il sito Nabatae.net "contiene 131 tombe dislocate lungo oltre 13,4 chilometri, che necessitano di molte ore per essere visitate tutte con una guida. La città possiede mura, torri, condotti d'acqua e cisterne".
Per poterla visitare è necessario un visto turistico, solitamente rilasciato a gruppi organizzati.